# Chrysobothris libonoti
Chrysobothris libonoti är en skalbaggsart som beskrevs av Horn 1886. Chrysobothris libonoti ingår i släktet Chrysobothris och familjen praktbaggar. Inga underarter finns listade i Catalogue of Life.